# Poet Artist
Poet / Artist es el segundo álbum de estudio por el cantante y compositor surcoreano Jonghyun, lanzado póstumamente el 23 de enero de 2018 por S.M. Entertainment y distribuido por Genie Music.
El álbum fue confirmado en diciembre de 2017 por S.M. y fue completado previo a la muerte de Jonghyun. En su lanzamiento, el álbum debutó en el puesto 177 de los Billboard 200 de Estados Unidos, siendo su primer álbum en posicionarse en la lista.

## Antecedentes
S.M. Entertainment confirmó a inicios de diciembre de 2017 que Jonghyun regresaría con un álbum solista en enero de 2018. Durante los conciertos de Jonghyun, Inspired, que tuvieron lugar el 9-10 de diciembre de 2017, su teleapuntador incluía un anuncio de su próximo regreso como solista durante enero de 2018, sin embargo él ignoró esto durante su presentación.
El álbum y el vídeo musical promocional fueron completados antes de la muerte de Jonghyun el 18 de diciembre de 2017. El 19 de enero de 2018, SM Entertainment anunció el título del álbum, Poet / Artist, que sería lanzado póstumamente el 23 de enero de 2018 en su formato digital y al día siguiente en formato físico.

## Promoción
Durante los conciertos presentó parte del álbum cantando las canciones "Take The Dive", "I'm So Curious", "Only One You Need", donde esta última trata sobre consolar a los demás luego de la pérdida de un ser querido. "#Hashtag" fue presentado como uno de los vídeos de entreacto del concierto The Agit: Letter.

### Sencillos
El sencillo principal del álbum es «Shinin» y su vídeo musical fue lanzado el 23 de enero de 2018. El vídeo musical para «Before Our Spring» fue lanzado al día siguiente, 24 de enero de 2018.

## Lanzamiento
El 19 de enero, S.M. confirmó Poet Artist y su lanzamiento póstumo para el 23 de enero. Todas las ganancias hechas por la venta del álbum irán a la madre de Jonghyun para crear la base de una fundación para personas que viven bajo circunstancias difíciles.

### Actuación comercial
El álbum vendió un equivalente a 5000 unidades en Estados Unidos durante la primera semana de lanzamiento y debutó en el puesto 177 de los Billboard 200, logrando ser el primer y actualmente único álbum de Jonghyun en debutar y posicionarse en la lista. En Japón, el álbum debutó en el puesto 12 de la lista Oricon, con 6089 copias vendidas. A la semana siguiente logró el puesto 10 con 6782 copias vendidas.

## Recepción
"#Hashtag" recibió atención de los medios por discutir sobre los chismes y comentarios difamatorios en Internet y fue elogiado tanto por el contenido lírico como por el juego de palabras que utilizó Jonghyun.
Poco después del lanzamiento del álbum, KBS restringió "Rewind" en sus estaciones de radio, ya que contenía letra en japonés.

## Lista de canciones
| Poet / Artist |                                           |            |                                                                 |                                                                       |          |  |
| N.º           | Título                                    | Letras     | Música                                                          | Arreglo                                                               | Duración |  |
| 1.            | «빛이 나 (Shinin')»                       | Jonghyun   | Jonghyun, Megatone,Score                                        | Jonghyun, Megatone,Score                                              | 2:52     |  |
| 2.            | «환상통 (Only One You Need)»              | Jonghyun   | Blizman, Christian Parris, Daniel Klien, Kendrick Dean          | Blasian Chris, Jakob Mihoubi, G.bliz, Kendrick Dean, MZMC, Rudi Daouk | 3:39     |  |
| 3.            | «와플 (#Hashtag)»                         | Jonghyun   | Jonghyun, imlay, Jin Soh                                        | Jonghyun, imlay, Jin Soh                                              | 3:05     |  |
| 4.            | «기름때 (Grease)»                         | Jonghyun   | Jonghyun, Jake K.                                               | Jonghyun, Jake K.                                                     | 3:19     |  |
| 5.            | «Take The Dive»                           | So Ji Eum  | Christian Fast, Ellen Berg Tollbom, Marcus Lindberg, Royal Dive | Royal Dive                                                            | 2:54     |  |
| 6.            | «사람 구경 중 (Sightseeing)»              | Jonghyun   | Jonghyun, Jake K., Jin Soh                                      | Jonghyun, Jake K., Jin Soh                                            | 3:04     |  |
| 7.            | «Rewind»                                  | Jonghyun   | Jonghyun, imlay                                                 | Jonghyun, imlay                                                       | 3:36     |  |
| 8.            | «하루만이라도 (Just For a Day)»           | Jeon Gandi | Chris Wahle                                                     | Chris Wahle                                                           | 2:50     |  |
| 9.            | «어떤 기분이 들까 (I’m So Curious)»       | Jonghyun   | Jonghyun, imlay, Jin Suk Choi                                   | Jonghyun, imlay, Jin Suk Choi                                         | 3:24     |  |
| 10.           | «Sentimental»                             | Jonghyun   | Jonghyun, Jake K.                                               | Jonghyun, Jake K.                                                     | 3:26     |  |
| 11.           | «우린 봄이 오기 전에 (Before Our Spring)» | Jonghyun   | Jonghyun, wefreaky                                              | Jonghyun, wefreaky                                                    | 4:06     |  |
| 36:21         |                                           |            |                                                                 |                                                                       |          |  |

## Posicionamiento en listas
| Lista (2018)                                          | Mejor posición |
| ----------------------------------------------------- | -------------- |
| Australia - Australian Digital Albums (ARIA)          | 20             |
| Bélgica (Ultratop flamenca)                           | 166            |
| Francia - French Download Albums (SNEP)               | 34             |
| Japón - Japanese Weekly Albums (Oricon)               | 10             |
| Japón - Japanese International Weekly Albums (Oricon) | 1              |
| Nueva Zelanda - New Zealand Heatseeker Albums (RMNZ)  | 5              |
| Corea del Sur - South Korean Albums (Gaon)            | 1              |
| Estados Unidos - US Billboard 200                     | 177            |
| Estados Unidos - US Independent Albums                | 7              |
| Estados Unidos - US World Albums                      | 1              |

## Ventas
| Región               | Sales    |
| -------------------- | -------- |
| Corea del Sur (Gaon) | 188,491+ |
| Japón (Oricon)       | 14,750+  |
| US (Billboard)       | 5,000+   |

## Premios y nominaciones

### Programas de música
| Canción             | Programa               | Fecha                |
| ------------------- | ---------------------- | -------------------- |
| "빛이 나 (Shinin')" | Music Bank (KBS2)      | 2 de febrero de 2018 |
| "빛이 나 (Shinin')" | Show! Music Core (MBC) | 3 de febrero de 2018 |